# 孫樂 (弘治進士)
孫樂（1474年—？），字夔卿，山東登州府福山縣人，軍籍，明朝政治人物。

## 生平
山東鄉試第七十二名舉人。弘治十八年（1505年）中式乙丑科會試第八十三名，三甲第四十二名進士。授浙江秀水县知县，正德五年（1510年）三月选授河南道试監察御史，十五年十一月升陕西按察司副使，分巡河西。嘉靖四年（1525年）二月升四川布政司右参政。

## 家族
曾祖孫彦斌，贈知府；祖父孫遇，左布政使贈正奉大夫正治卿；父孫琰，尚寶司少卿。母李氏 （封宜人）。慈侍下。從兄孫檠，同科進士。